# Локомотиви БДЖ серия 12.00
Тази серия е попада съвсем непредвидено в БДЖ. Строени са за турските железници, но обстоятелствата (в ход е Втората световна война) се стичат така, че те остават в България. Самите локомотиви се отличават с редица особености, и са първото отклонение от изработената през 1939 г. стандартизационна програма за перспективно развитие на локомотивния парк в БДЖ. Те са получени на два пъти – 7 броя новопроизведени и 10 броя, закупени след кратка експлоатация в Германия.
Локомотивите имат средно натоварване на ос 18,25 тона, което е най-голямото между парните локомотиви в БДЖ. Парната машина е двуцилиндрова, система „Zwilling“. Характерно за серията е сравнително малката скрна повърхност (4 m3) при сравнително голяма обща нагрявна повърхност на котела. Тя е 328, 94 m2 и е най-голямата от локомотивите в БДЖ. Снабдени са с обикновен двупътен разпределителен кран за парно отопление на пътнически влакове. Тендерът е четириосен, а колоосите му са групирани в две двуосни талиги. В края на 60 -те години всички локомотиви от серията са приведени на смесено мазутно-въглищно гориво.
| Експлоатационен номер | Експлоатационен номер | Фабрика                | фабр. №/ година | Бележки          |
| в DR                  | в БДЖ от 1936 г.      | Фабрика                | фабр. №/ година | Бележки          |
| --------------------- | --------------------- | ---------------------- | --------------- | ---------------- |
| -                     | 12.01                 | Henschel – Kassel      | 24009/1940      | Бракуван 1973 г. |
| -                     | 12.02                 | Krupp – Essen          | 1969/1940       | Бракуван 1975 г. |
| -                     | 12.03                 | Krupp – Essen          | 1970/1940       | Бракуван 1973 г. |
| -                     | 12.04                 | Krupp – Essen          | 1971/1940       | Бракуван 1973 г. |
| -                     | 12.05                 | Henschel – Kassel      | 24446/1940      | Бракуван 1975 г. |
| -                     | 12.06                 | Henschel – Kassel      | 24447/1940      | Бракуван 1975 г. |
| -                     | 12.07                 | Henschel – Kassel      | 24448/1940      | Бракуван 1973 г. |
| 58.2801               | 12.08                 | Henschel – Kassel      | 24001/1939      | Бракуван 1967 г. |
| 58.2803               | 12.09                 | Henschel – Kassel      | 24002/1939      | Бракуван 1975 г. |
| 58.2804               | 12.10                 | Henschel – Kassel      | 24003/1939      | Бракуван 1973 г. |
| 58.2805               | 12.11                 | Henschel – Kassel      | 24004/1939      | Бракуван 1973 г. |
| 58.2806               | 12.12                 | Henschel – Kassel      | 24005/1939      | Бракуван 1975 г. |
| 58.2802               | 12.13                 | Schwartzkopff – Berlin | 11243/1940      | Бракуван 1973 г. |
| 58.2807               | 12.14                 | Schwartzkopff – Berlin | 11248/1940      | Бракуван 1973 г. |
| 58.2808               | 12.15                 | Schwartzkopff – Berlin | 11249/1940      | Бракуван 1975 г. |
| 58.2809               | 12.16                 | Schwartzkopff – Berlin | 11250/1940      | Бракуван 1973 г. |
| 58.2810               | 12.17                 | Schwartzkopff – Berlin | 11251/1940      | Бракуван 1973 г. |